# Diplôme national des beaux-arts
Le Diplôme national des beaux-arts (DNBA) a été créé par décret n°56-824 du 11 août 1956, modifié par décret n°71825 du 30 septembre 1971. L'arrêté du 5 octobre 1971 fixant les conditions d'inscription et d'obtention du DNBA précise que « les candidats doivent être élèves de cinquième année terminale préparant à une section du DNBA dans une école nationale, régionale ou municipale habilitée... » Le décret n°75-946 du 25 septembre 1975 a créé le Diplôme national supérieur d'expression plastique (DNSEP) remplaçant progressivement le DNBA.
Le DNSEP est homologué au niveau II (arrêté du 20 décembre 1977) et le grade de master est conféré de droit à ses titulaires par l'État.
Le DNBA figure parmi les diplômes et les titres permettant de se présenter aux concours externe et interne du CAPES et au concours externe du CAPET (arrêté du 7 juillet 1992, JO du 21 juillet 1992).